# Ruillé-en-Champagne
Ruillé-en-Champagne – miejscowość i gmina we Francji, w regionie Kraj Loary, w departamencie Sarthe.
Według danych na rok 1990 gminę zamieszkiwały 262 osoby, a gęstość zaludnienia wynosiła 18 osób/km² (wśród 1504 gmin Kraju Loary, Ruillé-en-Champagne plasuje się na 1014. miejscu pod względem liczby ludności, natomiast pod względem powierzchni na miejscu 799.).